# Cratere Carol
Carol è un cratere lunare di 6,25 km situato nella parte nord-occidentale della faccia nascosta della Luna.